# Gmina Krynki
Die Gmina Krynki ist eine Stadt-und-Land-Gemeinde im Powiat Sokólski der Woiwodschaft Podlachien in Polen. Ihr Sitz ist die gleichnamige Stadt (litauisch Krinkai; belarussisch Кры́нкі, Krynki) mit etwa 2500 Einwohnern. Sie liegt an der Grenze zu Belarus. Zum 1. Januar 2009 wurde Krynki wieder vom Dorf zur Stadt erhoben.

## Gliederung
Zur Stadt-und-Land-Gemeinde Krynki gehören 21 Ortschaften mit einem Schulzenamt:
Białogorce
Ciumicze
Górany
Górka
Jurowlany
Kruszyniany
Kundzicze
Leszczany
Łapicze
Łosiniany
Nietupa
Nietupa-Kolonia
Nowa Grzybowszczyzna
Nowa Świdziałówka
Ostrów Południowy
Ozierany Małe
Ozierany Wielkie
Plebanowo
Rudaki
Sanniki
Szaciły

## Sehenswürdigkeiten
- Synagoge in Krynki

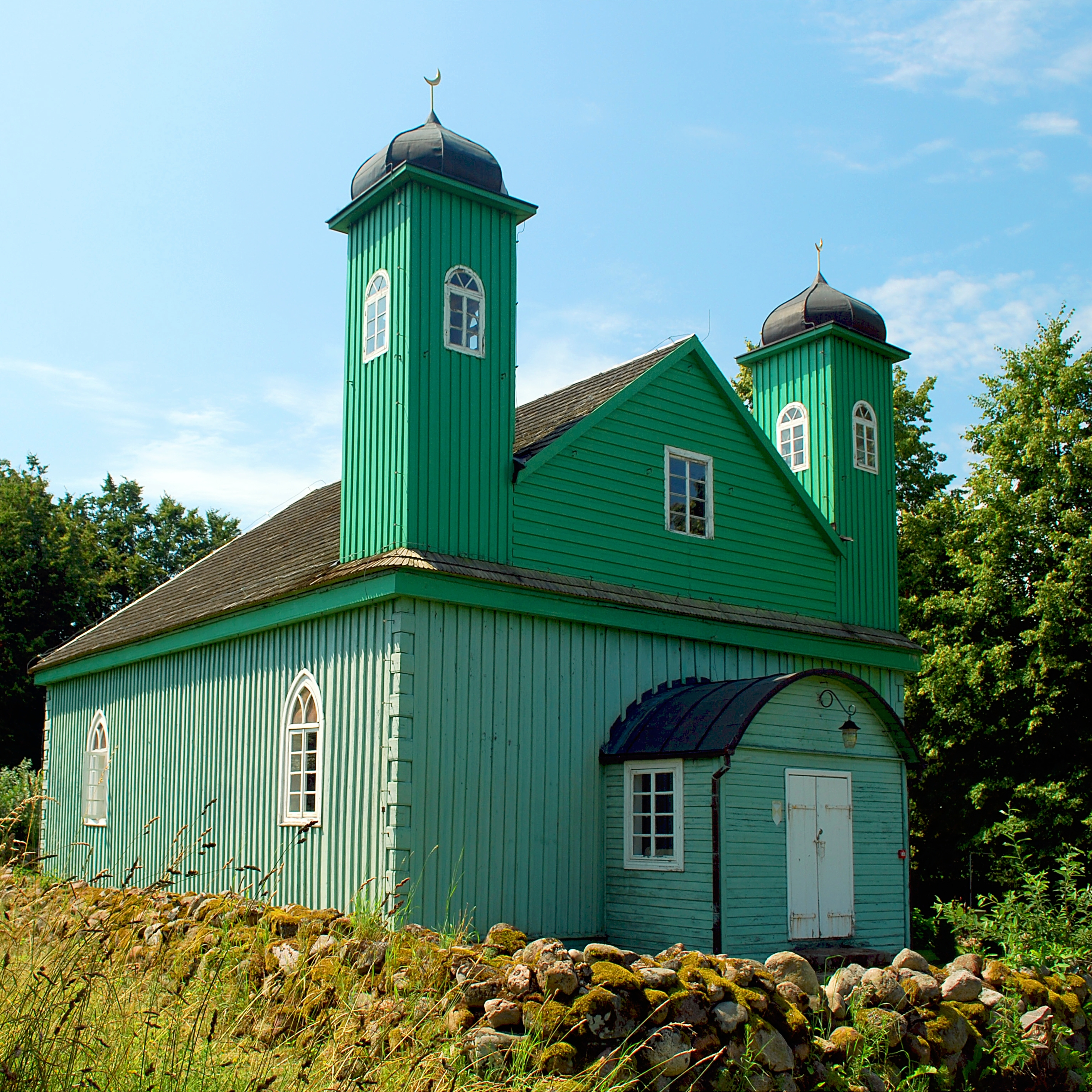
Moschee in Kruszyniany

- Kruszyniany hat eine dörfliche Moschee (18./19. Jahrhundert) und einen Friedhof der Lipka-Tataren.